# Mogi das Cruzes (gemeente)
Mogi das Cruzes is een stad in de gelijknamige gemeente in de Braziliaanse deelstaat São Paulo. De stad telt 416.473 inwoners (volkstelling 2022). Mogi das Cruzes is op zo'n 40 km ten oosten van de staatshoofdstad São Paulo gelegen en onderdeel van diens agglomeratie.

## Geschiedenis
In 1560 stichten de bandeirantes het dorpje, en er werd een weg aangelegd van het dorp naar São Paulo. Op 13 maart 1865 kreeg het dorp stadsrechten. In de stad leeft een grote kolonie Japanners, die zich er reeds in het begin van de twintigste eeuw vestigden. Ook zijn er veel inwijkelingen van het noordoosten van Brazilië.

## Aangrenzende gemeenten
De gemeente grenst aan Arujá, Bertioga, Biritiba Mirim, Guararema, Itaquaquecetuba, Santa Isabel, Santo André, Santos en Suzano.

## Sport
De basketbalclub speelt in de hoogste klasse van het Braziliaanse basketbal. Er is ook een voetbalclub, União. Deze club kon nooit de hoogste klasse van het Campeonato Paulista bereiken, maar speelde wel 18 seizoenen in de Série A2. 

## Geboren in Mogi das Cruzes
- Maikon Leite (1988), voetballer
- Felipe Augusto de Almeida Monteiro, "Felipe" (1989), voetballer
- Neymar da Silva Santos Junior, "Neymar" (1992), voetballer